# Йон Братиану
 Тази статия е за румънския политик.  За неговия син, също политик вижте Йон Братиану - син.  
Йон Братиану (на румънски: Ion Brătianu) е румънски политик, водач на либералите и министър-председател на Румъния от 1876 до 1888 г.
По-важните събития от управлението му са участието на Румъния в Руско-турската война (1877-1878) и обявяването на страната за независимо кралство (1881).
Присъства при подписването на Берлинския договор като представител на Румъния.